# Zosui
El zōsui (雑 炊) és una sopa d'arròs japonesa feta d'arròs precuinat i aigua.